# Кралски замък в Ракониджи
Кралският замък в Ракониджи (на италиански: Castello Reale di Racconigi, на пиемонтски: ël castel ëd Racunìs) се намира в град Ракониджи, Провинция Кунео, Пиемонт, Северна Италия.
През почти хилядолетната си история той е свидетел на множество промени: собственост е на маркграфовете на Торино, на маркграфовете на Салуцо, на клона Савоя-Ракониджи, на Савойската династия през втората половина на 14 век. По-късно е официалната резиденция на клона Савоя-Каринян и впоследствие става част от „Кралските ваканционни селища“ на Кралете на Сардиния (и по-късно на Италия).
След като се превръща в културен и музеен център през 1994 г., замъкът става част от Савойските кралски резиденции в Пиемонт, а през 1997 г., като част от обекта на Савойските резиденции, е включен в Списъка на световното културно и природно наследство на ЮНЕСКО.
През 2016 г. замъкът е посетен от 127 368 души.

## История

### Произход (11 век)
Първите данни за укрепление в Ракониджи датират от 11 век, когато територията е част от Маркграфство Торино. На нея Бернардин от Суза построява или адаптира древен укрепен дом върху останките на предходен манастир.
През 1091 г., когато умира маркграфинята на Торино Аделхайд от Суза, териториите са окупирани от племенника ѝ Бонифаций дел Васто и феодът на Ракониджи минава в ръцете на Макрграфовете на Салуцо.
Впоследствие неговият внук Манфред II от Салуцо разширява съществуващата структура, като издига първи замък с квадратен план и вътрешен двор, предназначен за стратегическа отбрана за териториите на маркграфството.

### От средновековна крепост до „Вила на насладите“ (14 – 18 век)
През 1372 г. маркграф Фридрих II от Салуцо преотстъпва замъка като залог на графовете Фалети от Асти, но след няколко години той се връща в ръцете на Маркграфовете на Салуцо.
На 12 август 1413 или 1416 г. Лудвиг I Савойски-Ракониджи – извънбрачен син на господаря на Пиемонт Лудвиг Савойски-Ахая, придобива от баща си феода и замъка на Ракониджи, поставяйки началото на династичната линия Савоя-Ракониджи, изчезнала през 1605 г.
През 1620 г. савойският херцог Карл Емануил I, след като получава владенията на Савоя-Ракониджи по волята на вдовицата на последния представител на династичния клон Бернардин II Савойски-Ракониджи, дава замъка на сина си Томас Франциск Савойски, основоположник на династическата линия Савоя-Каринян. По онова време конструкцията има вид на класически средновековен замък: масивна гола тухлена крепост с квадратна форма с четири големи ъглови кули, ров, мост и висока странична кула.
Структурата остава почти непроменена до средата на 17 век. През 1676 г. синът на принца на Каринян и маркиз на Ракониджи Томас Франциск Савойски – принц Емануил Филиберт Савойски-Каринян поръчва на архитекта Гуарино Гуарини първото цялостно преобразуване на крепостта във „Вила на насладите“ – архитектурен жанр, широко разпространен сред благородниците от 16 век, касаещ крайградска резиденция, разположена далеч от града, където те се оттеглят във ваканция.
Използвайки голямото вътрешно пространство на двора, Гуарини издига голямо централно тяло с пагоден покрив; освен това в основата на двете ъглови кули на северната фасада той изработва два 4-етажни павилиона, над които се намира четириъгълен купол с покрив с бели мраморни лантерни. Грандиозният проект на Гуарини включва не само сградата, но и парка, където работи известният френски архитект Андре Льо Нотър, който се погрижва за неговото преустройство. Когато работата е завършена, на 7 ноември 1684 г. принц Емануил Филиберт Савойски-Каринян се жени в замъка за Ангела Мария Катерина Д'Есте.

### Неокласическа трансформация (18 век)
През 1755 г. принц Лудвиг Виктор Савойски-Каринян възлага на архитекта Джовани Батиста Бора да направи значително преустройство според типичния за онова време неокласически стил: преустроена е южната фасада чрез добавянето на издаден портик с 4 коринтски колони, над които е разположен триъгълен фронтон, назъбен по паладиански маниер, и е издигнато монументално стълбище отпред. Интериорните намеси засягат Херкулесовата зала, съседната нему Зала на Диана и подредбата на стаите на Китайския апартамент, украсени със скъпоценни тапети от оризова хартия.

### Албертинова епоха (19 век)
Сегашният облик на сградата до голяма степен е в резултат на преустройството през 1832 г. по волята на последния принц на Каринян – новият крал на Сардиния Карл Алберт Савойски-Каринян. Той счита за нужно да разшири и разкраси резиденцията, която от тогава нататък престава да принадлежи на Савоя-Каринян и отива в ръцете на Сардинската корона, като по този начин придобива статут на „Кралска резиденция“, както и на избрано място за „Кралски ваканции“.
Суверенът поверява работата на инженер Ернесто Мелано. Той издига допълнително старата четириъгълна структура около централния корпус и изработва два големи странични ръкава на южната фасада, предлагайки темата за купола „пагода“ като покривало за двете ъглови кулички. Подредбата включва освен това и преустройството на площада и изграждането на сградите във формата на С, които свързват новите крила на южната фасада със задните павилиони на северната фасада. Съборени са мелница и няколко къщи отпред, които скриват гледката от замъка, като така се създава големият площад пред главния вход в съответствие с дългата алея с дървета отпред.
Интериорът е преустроен според нуждите на времето, като работата е поверена на Пеладжо Паладжи, който премебелира новите стаи, запазвайки връзката с неокласическия вкус. С него работи и мебелистът Габриеле Капело, известен още като „ил Монкалво". Сред многобройните произведения на Монкалво, запазени в замъка, са скъпоценните инкрустации, които украсяват обзавеждането и крилата на вратите на Етруския кабинет – личен кабинет на крал Карл Алберт.
От 1834 г. в западната галерия работи художникът Марко Антонио Трефоли, който я украсява с изискани гротески, изобразяващи плодове и птици. Заедно с Луиджи Кинати той създава и орнаменти и арабески за приемната и трапезарията. За банята на Карл Алберт той рисува флорални мотиви в орнаменталните ивици, както и гротески, амфори, миди, лебеди и грифони, докато във фриза над корниза вмъква фигури на дракони, редуващи се със спираловидни флореални мотиви.
Подредбата на парка е поверена на немския ландшафтен архитект Ксавиер Куртен, който трансформира предишното произведение на Андре Льо Нотър в такова с романтичен привкус. От онази епоха е и проектът и изграждането на Маргария – неоготическа ферма в дъното на парка, резултат от сътрудничеството на Ернесто Мелано и Пеладжо Паладжи. На алеите на този парк на 19 август 1840 г. се състои 1-вата среща, организирана от съответните семейства, между принц Виктор Емануил, бъдещ първи крал на Италия, и 1-вата му съпруга – братовчедка му Мария Аделхайд Хабсбург-Лорена.

### От завръщането на кралския престой до изоставянето (20 век)
В следващите години наследниците на Карл Алберт посещават резиденцията по-рядко. С възкачването на Виктор Емануил III на трона през юли 1900 г. обаче тя става кралско ваканционно място за лятото и есента. През 1901 г. замъкът е оборудван с водоснабдителна и електрическа система, и с нова осветителна система по цялата стена на парка, а през 1902 г. е монтиран асансьор на Stigler. Декорацията на вътрешните стени на Монументалното стълбище е по волята на крал Виктор Емануил III, и на една от тях е изрисувано едно от най-пълните генеалогични изображения на кралското семейство, дело на Адолфо Далбезио, автор и на другите четири големи платна с гербове на Савойската династия.
Според новите нужди на кралското семейство са модернизирани много зали на замъка, включително апартаментът на суверените на втория етаж. В замъка през 1904 г. се ражда последният крал на Италия Умберто II. През 1909 г. резиденцията е посетена от императора на Русия Николай II, а през 1925 г. там се състои сватбата на принцеса Мафалда Савойска и принц Филип фон Хесен-Касел.
През 1930 г. принц Умберто II получава резиденцията като подарък по случай сватбата си с принцеса Мария-Жозе Белгийска. На него се дължи изнамирането на около 3000 семейни картини от други Савойски резиденции, понастоящем запазени в различните галерии и многобройни коридори на замъка, както и колекцията от документи за Торинската плащаница. Някои от апартаментите на втория етаж са преструктурирани, включително и баните на Принцовете на Пиемонт и Музикалният салон с тавани и стени, декорирани от футуриста Фиоре Мартели – ученик на знаменития Джо Понти.
След резултатите от Институционния референдум от 2 юни 1946 г. замъкът е затворен и конфискуван от Италианската държава. Принцесите Йоланда Маргарита Савойска, Йоана Савойска (Българска) и Мария Франциска Савойска, и наследниците на вече починалата Мафалда Савойска завеждат дело за нелегитимността на дарението от 1930 г. на Умберто II. През 1972 г. Касационният съд постановява, че само 1/5 от палата подлежи на конфискация, т.е. тази, която е собственост на Умберто II, но на Италианската държава трябва да се гарантира правото на предимство в случай на продажба на частни лица. Савойската династия успява да си запази замъка, „разменяйки“ тази 1/5 част със сребърен сервиз за двореца Куиринале. През 1980 г., след 46 г. изгнание, Умберто II решава да продаде целия имот на държавата с една-единствена клауза: резиденцията и всички принадлежащи ѝ имоти да бъдат свързани с темата за „знанието" като изследователски център на Савоя и следователно предназначението им да е за популярни културни дейности.

### Повторно отваряне и създаване на музей (1994)
Отворена отново през 1994 г., резиденцията може да бъде посетена в по-голямата си част и е обект на постоянни консервативни реставрации, насочени към запазване на структурата и възстановяване на белетажите на сградата до предишната ѝ слава. Замъкът представлява една от най-добре запазените савойски резиденции, която се гордее със значителен брой мебели, картини и предмети, и е седалище на културни събития и дейности.

## Интериор
Замъкът съхранява помещения от 18 век и други неокласически такива, включително и зали в стил Ар деко от първата половина на 20 век. Внимателно реставрирани, те се характеризират с оригинални декорации и обзавеждане, запазени през вековете.
Сред тях най-важни в хронологичен ред са: Салонът на Херкулес, Залата на Диана, Китайският апартамент, Трапезарията, Приемната, известният Етруски кабинет, Библиотеката на Карл Алберт, Кабинетът на Аполон и Кралският параклис, посветен на Снежната Мадона. На втория белетаж се намират апартаменти, реновирани през първите три десетилетия на 20 век, сред които Спалнята на кралица Елена, Банята на Умберто II и Музикалният салон на Мария-Жозе Белгийска.

### Салон на Херкулес
Посветен на мита за Херкулес, той е дело на архитекта Джовани Батиста Бора от 1757 г. Салонът в неокласически стил съответства на стария вътрешен двор на предходата средновековна структура. Служи като атриум за посрещане на гости, но предвид капацитета и отличната си акустика е използван и като бална зала, поставяйки оркестъра в „Ложата на музикантите“, намираща се над три двойки йонийски колони и над входа към съседната Зала на Диана. В долната част на стените има шест ниши с фронтон с шест скулптури на Джузепе Болина, представящи подвизите на Херкулес; в горната част има щукатури на Болина и Ломбарди с ловни сцени с животни и оръжия. Куполният свод е боядисан в Trompe-l'œil и изобразява реалистичен кесонен таван.

### Зала на Диана
Заедно със Салона на Херкулес и Китайския апартамент залата е израз на модификациите от 18 век – дело на архитекта Джовани Батиста Бора. Използвана като атриум към резиденцията, Залата на Диана се характеризира с четири големи медальона, изобразяващи мита за богинята на лова. Големите прозорци гледат към необятния парк на двореца, към който гледат терасата и стълбището на северната фасада. Между четирите големи полилея от Мурано, висящи от тавана, се отличава барелеф с Аполон на колесницата на Слънцето. Двете ценни мраморни камини са дело на известния италиански архитект Гуарино Гуарини.

### Китайски апартамент
Построени около средата на 18 век по волята на принц Лудвиг Виктор Савойски-Каринян, залите на Китайския апартамент първоначално са част от по-голямо пространство – Кралска къща за гости, включващо поне още шест зали с ориенталски вкус според широко разпространената мода на времето. Петте останали зали се характеризират с фини, ръчно рисувани тапети от оризова хартия, купени в Лондон от принц Лудвиг перфектно запазени благодарение на разположението им върху специални дървени рамки. Вазите cloisonné, старият порцелан, двата паравана с китайски декорации от художника Карло Кусети и японският стол носилка допълват обзавеждането. В тези зали, предназначени за важни гости, са отсядали кралете Виктор Емануил II и Умберто I по време на кратките им ваканции, както и знаменити гости като цар Николай II, посетил Ракониджи през 1909 г.

### Етруски кабинет
Замислен е като частен кабинет на крал Карл Алберт Савойски-Каринян. Заедно с Приемната, Кабинета на Аполон и Библиотеката на Карл Алберт той е ядрото на помещенията, в които суверенът изпълнява административните и политическите си задължения по време на кралските ваканции. Кабинетът, разположен на втория етаж, е едно от най-важните места на замъка и в него има произведения на Пеладжо Паладжи и на мебелиста Габриеле Капело (ил Монкалво). Очарованието от съпътстващите археологически открития е възпроизведено изобилно в целия богат декоративен апарат на кабинета, който възпроизвежда типични стилистични особености на етруската и на гръцката съдова живопис.
Създаден през 30-те г. на 19 век, кабинетът включва стенописи, разделени на големи квадрати и непрекъснат фриз в горната част. Подът е мозаечен, а на платноходния купол са възпроизведени стенописите от Гробницата на Барона от етруския некропол на Монтероци (близо до Тарквиния), открит през 1827 г.
Крилата на двете врати за достъп, седалките, масата в центъра и дървените пиедестали, върху които са разоложени етруските вази, са със сложна инкрустация, изобразяваща 12-те Олимпийски богове и са дело на мебелиста Габриеле Капело по проект на Пеладжо Паладжи.
През 1851 г. централната маса, фундамент на колона и панел от дясната врата са представени на Голямото изложение в Crystal Palace в Лондон; освен наградата за секция „Мебелировка“ те получават и специално споменаване в изложбения каталог, който ги определя като „предмети, достойни да заемат място в двореца на всеки суверен“.

### Зала за приеми
Това е най-разкошната част от замъка, където изобилната позлата говори за престижа и силата на суверена. Там крал Карл Алберт и неговите наследници посрещат важни личности: посланици, съветници и сановници. Таванът, плътно декориран с неокласически мотиви от златни листове, се отличава с монограмата на Карл Алберт, повторена в обзавеждането и по стените от дамаска. Диваните и фотьойлите с еднокраки лъвове са покрити в типичното савойско синьо. От голямо значение са големият полилей от бохемски кристал и комплектът от неоготически свещници, поставени до часовника на камината, изобразяващ Катедралата на Реймс.

### Апартаменти в коридор F, нар. още „Апартаменти на принцовете и принцесите“
Достъпни от първата част на коридор F, по-известен в днешно време като „Портретна галерия“, тези апартаменти са модернизирани в началото на 20 век. Представляват поредица от помещения със скромни размери, пет от които са предшествани от преддверие със съседни на тях сервизни помещения, и стълбище за връзка с разположения отгоре мецанин. Твърди се, че след 1901 г. те е трябвало да приемат децата на крал Виктор Емануил III: престолонаследникът Умберто II и сестрите му Йоланда, Мафалда, Йоана и Мария. Въз основа на това стаите са пренаредени през 2007 г. от ръководството на замъка, което, въпреки липсата на архивни източници, избира да възложи първите три стаи на принцесите Йоланда, Мафалда и Йоана, а по-просторния ъглов апартамент – на принц Умберто. Подредбата не предвижда пресъздаването на стаята на най-малкото дете на краля – принцеса Мария, която обаче има възможност да отседне няколко пъти в Ракониджи.
Последните изследвания позволяват да се формулират нови хипотези относно действителното местоположение на апартамента на малките савойски принцове и принцеси в първите десетилетия на 20 век. Апартаментът им всъщност не е бил на първия етаж (както погрешно се твърди в някои публикувани справочници), а на втория етаж, близо до стаите на кралица Елена Петрович Негош, в източния павилион на Гуарино Гуарини (понастоящем известен като „Апартамент на Умберто II“). Установено е също, че помещенията, разположени по протежение на галерията с портрети, всъщност са били предназначени за различни членове на двора, вкл. господарката (дамата) и кавалера на двора на кралица Елена. Всеки апартамент е можел да комуникира по тясно стълбище със стаите, запазени за обслужващия членовете на двора персонал, който в списъците на Министерството на Кралския дом е наричан „Частна ливрея“.
През 30-те г. тези апартаменти със сигурност приютяват децата на Умберто II и Мария-Жозе Белгийска, докато техният персонал е настанен в мецанина отгоре. От този факт вероятно произлиза обичаят да тези помещения да се дефинират като „Апартаменти на принцовете“.

### Портретна галерия или Коридор F
Дългият коридор, който дава достъп до различни апартаменти, предназначени предимно за гости или членове на двора, води името си от иконографската колекция, търпеливо създадена от престолонаследника Умберто II от 20-те год. на 20 век. С голяма историческа и художествена стойност изложените в нея многобройни портрети представляват доста завършен династичен път, включващ картини на членове и на други италиански и европейски благороднически семейства. Според някои източници украса липсва, тъй като този ръкав е приемал, по молба на кралица Маргарита, пациентите, страдащи от коремен тиф в края на 19 век. За почистване на стаите е трябвало да се нанасят няколко слоя вар преди и след престоя им, в ущърб на съществуващите декорации. Трябва да се отбележи обаче, че още през 1901 и 1902 г. някои реставратори са платени за реставрацията на съществуващите картини в галерията и че едва през 1903 г. е решено да сменят „картинната стенна украса с друга с щукатури и с квадрати със семейни портрети в тях".

### Апартаменти на втория етаж
Зает през 19 век от крал Карл Алберт и кралица Мария Тереза, от Савойските херцози (бъдещите Виктор Емануил II и Мария Аделхайд Хабсбург-Лорена), от техните деца и от почетния рицар на кралица Мария Тереза, вторият белетаж на резиденцията е изцяло реновиран от началото на 20 век. Стилът Ар деко от онзи период е силно характерен за помещенията, придавайки им по-скоро скромност и елегантност, близки до буржоазния живот, отколкото показна помпозност, характерна за кралска резиденция.

#### Спалня на Мария-Жозе (бивша спалня на кралица Елена)
Кралица Елена Петрович Негош избира за спалнята си модерно обзавеждане, подчертано от елегантното двойно легло в стил Ар деко, което да споделя със съпруга си, нещо необичайно дотогава в подобни контексти. Стаята разполага и с бели лакирани мебели в стил Едуард, дело на известната английска компания Warings & Gillow, напомнящи за морското обзавеждане на спалнята на кралската яхта, с която бъдещите суверени отиват на меден месец на остров Монтекристо. В тази стая на 15 септември 1904 г. кралица Елена от Черна гора ражда последния крал на Италия Умберто II.

#### Баня на Умберто II
Построена е през 1930 г. по молба на принц Умберто II в пространството, в което преди това се е помещавало предверието на апартамента на Виктор Емануил II. Умберто II възлага на декоратора Фиоре Мартели да създаде тапетите, a на неговия учител Джо Понти се дължат обзавеждането и санитарията в стил Ар деко. Подобно на банята на кралица Елена и тук има най-големите технологични иновации за времето като система за течаща вода, отопление и линолеум.

#### Музикален салон на Мария-Жозе
Апартаментът на принцеса Мария-Жозе Белгийска е създаден в съответствие с помещенията от 19 век, запазени за господарката на двореца. Сред всички стаи изпъква Музикалният салон, където тя обича да забавлява своите гости и да слуша музика. Завършено през лятото на 1931 г., помещението разполага с таван, декориран от Фиоре Мартели със стилизирани мотиви, изобразяващи музикални инструменти. Сред обзавеждането заслужава да се отбележат фотьойл Frau, грамофон, полилей Venini от стъкло от Мурано и картина на младата принцеса от Грегорио Калви ди Берголо, част от личната ѝ колекция, която може да се похвали с картини на Феличе Казорати и Джино Северини, разположени в съседния салон.

### Кухни в източното крило
Построени едновременно с източното разширение, тези характерни кухни са истински пример за модернизация: оборудвани с широка гама съдове, форми, инструменти, мраморни мивки, две големи печки за горене на дърва, т. нар. potaggiere, с течение на времето те са снабдени и с други, „икономични“ кухни и с гениална скара в голямата камина в центъра. През 1903 г. с появата на електричество, са инсталирани осветление и нова хидравлична система с бойлер за гореща вода. За координирането на т. нар. „офиси на устата“ е назначен инспектор със собствен офис до главната зала, в която се помещават кухните. В съседните помещения се намират леденото помещение и месарницата, характеризираща се с мраморно покритие по стените и с наклонен под за улесняване на оттичането и свързаното с него миене.
Други помещения, отговорни за опазването и управлението на хранителните запаси, плодовете, вината, напитките и богатия набор от прибори и покривки, са разположени на приземния етаж в помещенията на старата кухня от 17 век.

## Екстериор

### Парк
Замъкът е обърнат на север към внушителен парк във френски стил от около 170 хектара, ограничен от гранична стена с обща дължина от 6 км. В края на 17 век паркът е в съответствие с геометричната строгост на френския архитект Андре Льо Нотър, автор и на градините на Версайския дворец.
Около век по-късно, по молба на принцеса Йозефина Тереза Лорена-Арманяк (баба на краля на Сардиния Карл Алберт Савойски), паркът е подложен на трансформация от Джакомо Преляско, който преработва част от него, предлагайки нови пътеки, потопени в буйна и дива природа.
Завършването на парка в романтичен стил, както го виждаме през 2019 г., се дължи на крал Карл Алберт, който през 1836 г. поверява работата на пруския ландшафтен архитект Ксавиер Куртен. Куртен се посвещава на пренареждането на езерото, алеите и водните пътища и, добавяйки мостове, хълмове и нови редици дървета, го превръща в типичен парк от 19 век.
Куртен е наследен от братя Рода в управлението на парка: Марчелино Рода от 1843 до 1859 г. и Пиетро Джузепе Рода от 1860 до 1870 г. Под тяхното управление кралският парк придобива известност на европейско ниво с огромното производство на редки цветя и екзотични овощни растения, които двамата братя отглеждат в цветните и овощните градини и в новата отопляема оранжерия, пожелана от крал Карл Алберт.
Между 19 и 20 век паркът се използва главно като ловен резерват и земеделски имот, и запазва малки площи за отглеждане на царевица и зърнени култури. От Втората световна война нататък обаче има липса на поддръжка и прогресивен упадък.
След повторното отваряне на замъка през 1994 г. и впоследствие паркът претърпява редица внимателни реставрационни интервенции, насочени към връщането му към вида, даден му от Ксавиер Куртен през 19 век. Той предлага голямо разнообразие от растителни и животински видове, мрежа от алеи и пътеки с обща дължина от 25 км, водни басейни (вкл. езеро от 18 хектара), големи цветни лехи; подобно на замъка паркът е редовно място за дейности и културни събития.
През 2010 г. паркът е обявен за победител в конкурса „Най-красивите паркове в Италия на 2010 г.“. През същата година той е домакин на Биеналето на международната скулптура като част от инициативата „Международна скулптура в Ракониджи 2010 г. Настоящ и предходен опит“.

### Флора и фауна
В парка има над 2000 дървета, някои от които достигат височина над 30 м. Най-разпространени са ясените и кленовете, но има и диви кестени, дъбове, брястове, габъри, айланти, чинари, липи и кедри. Има и спорадични овощни дървета като ябълка, череша и леска. Най-големите дървета в парка са източният чинар с височина 42 м, чието стъбло има кръгло сечение от около 6 метра, и зелкова с височина 35 м на около 200 г. Нейното стъбло има обиколка от 8,45 м и е най-големият екземпляр в Пиемонт.
Вътрешната част на парка е населена от различни видове птици: сиви чапли, чапли, патици, кафяви хвърчила, гущери и кълвачи. Известните щъркели на Ракониджи гнездят преди всичко на върха на фермата Маргария и на комините на замъка. Освен птици има катерици, язовци и лисици.

### Каналите на парка
Паркът е пресечен от мрежа от канали, които се сближават, позволявайки постоянния воден обмен в езерото, иначе предназначен за изпаряване или заблатяване. Тази система пот канализация черпи вода от близкия поток Майра през канала Брунета, който след това я разпределя в различните вторични канали, които минават през парка. На брега на езерото има и малък пристан, понастощем неизползваем, за акостиране на малки лодки за пътувания по езерото и в каналите.

### Сгради в парка
През втората половина на 18 век архитектът сценограф Джакомо Преляско, в контекста на преструктурирането на част от парка в романтичен стил, прави малки, но значими конструкции като Ермитажа и малка неоготическа църква, която по-късно се превръща в сграда за отглеждане на фазани и гълъби.
Друга видна сграда е Дорийският малък храм, умишлено незавършен, за да се придаде ефект на разруха, и оцелял до наши дни, разположен на хълм край езерото. Това типично романтично място е скъпо на Йозефина Лорен-Арманяк и в него се помещава т. нар. „Пещера на магьосника Мерлин“ – малък изкуствен тунел, покрит с мазилка, смесена с лъскави камъни и инсталации от сталактити и сталагмити от пещерите Босея в долините на Монрегале. Пещерата е посветена на легендарната фигура на Мерлин, съблазнен от Господарката на езерото, която го кара да загуби силите си; следователно тя има символната функция да напомня за легендата на савойските владетели, за да ги предпази от контрапродуктивни любовни страсти.
Също така заслужава внимание Руската дача, предишна преустроена сграда, понастоящем седалище на библиотеката на парка, както и Швейцарският малък палат на източния вход на замъка.
От голямо значение е т. нар. „Селски комплекс на Маргария“, неоготическа ферма, проектирана от Пеладжо Паладжи и предшественик на съвременните биологични ферми. Разположена в северозападния край на парка, тя се характеризира с интегралната тухлена облицовка и с голямата вътрешна веранда. При дясната кула на главната фасада на Маргария се намира Reposoir на кралицата с обзавеждане в стил неоготика, дело на Габриеле Капело. Вътре в комплекса Margarìa се намира и елегантната структура на Кралските парници, проектирана от Карло Сада, с най-модерна за времето си отоплителна система.

## Галерия
- Южната фасада на резиденцията, първоначално проектирана от архитект Джовани Батиста Бора (1756) и впоследствие от инженер Ернесто Мелано (сред. на 19 век)
- Западна кула с покрив „пагода“ от Гуарино Гуарини (17 век)
- Детайл от северната фасада със стълбището на Гуарино Гуарини, което свързва двореца с парка (17 век)
- Детайл от изпъкналия портик с 4 колони със стълбището и сфинксовете (18 век)
- Гнездо на щъркел на върха на Кралските парници близо до фермата Маргария